# Шваб, Томас
Томас Шваб (нем. Thomas Schwab, 20 апреля 1962, Берхтесгаден, Бавария) — немецкий саночник, выступавший за сборную Германии в 1980-е годы. Бронзовый призёр зимних Олимпийских игр в Калгари, обладатель Кубка мира, дважды чемпион Европы, бронзовый призёр чемпионата мира, многократный призёр национального первенства. Также известен как тренер женской немецкой команды и санно-бобслейный функционер.

## Биография
Томас Шваб родился 20 апреля 1962 года в коммуне Берхтесгаден, федеральная земля Бавария. Активно заниматься санным спортом начал в конце 1970-х годов, вскоре прошёл отбор в национальную сборную и вместе с Вольфгангом Штаудингером стал принимать участие в крупнейших международных стартах, показывая довольно неплохие результаты. Так, уже в сезоне 1982/83 после окончания всех этапов Кубка мира расположился в мировом рейтинге сильнейших саночников на третьей строке, в сезоне 1985/86 был уже вторым, а ещё через год — сумел подняться до первого места и, соответственно, стал обладателем данного трофея. Благодаря череде удачных выступлений удостоился права защищать честь страны на зимних Олимпийских играх 1984 года в Сараево, без проблем прошёл квалификацию, однако финишировал в итоге только восьмым.
На чемпионате мира 1987 года в австрийском Иглсе Шваб завоевал бронзовую медаль мужской парной программы, но настоящий прорыв совершил в следующем году, победив на европейском первенстве в Кёнигсзее сразу в двух дисциплинах, как в двойках, так и среди смешанных команд. Ездил также соревноваться на Олимпиаду 1988 года в Калгари и выиграл здесь бронзу. Поскольку конкуренция в сборной на тот момент сильно возросла, вскоре принял решение завершить карьеру профессионального спортсмена, уступив место молодым немецким саночникам.
Тем не менее, после ухода из большого спорта Томас Шваб ещё окончил Кёльнский спортивный государственный университет и остался в немецкой команде на должности тренера основного женского состава, сменив на этом посту Йозефа Ленца. Руководил женской командой Германии в течение четырнадцати лет с 1994 года по 2008-й, выиграв за это время в общей сложности 129 медалей различного достоинства с Олимпийских игр, чемпионатов Европы и мира. В феврале 2008 года занял должности генерального секретаря и спортивного директора в Федерации бобслея и санного спорта Германии, а тренерское кресло уступил Норберту Лоху, отцу молодого чемпиона Феликса Лоха.